# جائزة سارنات
جائزة سارنات (بالإنجليزية: Sarnat Prize)‏‏ هي جائزة تُمنح من قبل الأكاديمية الوطنية للطب.